# 马克特皮施廷
马克特皮施廷是奥地利下奥地利州维也纳新城城郊县的一个市镇。总面积18.17平方公里，总人口2790人，人口密度153.5人/平方公里（2005年）。